# 15 a.C.
Il 15 a.C. (XV a.C. in numeri romani) è un anno  del I secolo a.C.

## Eventi
- Vindobona, l'odierna Vienna, diventa città di frontiera posta a difesa contro le popolazioni germaniche.

## Nati
- 24 maggio - Germanico Giulio Cesare, politico e militare romano († 19)
- Alessandro, principe
- Erodiade, principessa

## Morti
- Publio Vedio Pollione, romano